# 張大大
張大大（1990年11月2日—），本名张韡，出生于上海，中国大陆主持人，上海戏剧学院07级播音与主持专业毕业。

## 早年经历
張大大出生於上海，畢業於上海戲劇學院07級播音與主持專業本科，大學一年級通過CET4、CET6的考試，每一年都會拿獎學金都來用作學費。由於學的是播音主持專業，從大二起就開始在上海做節目，大概有1年半的時間。

## 演艺经历
2010年加盟湖南广播电视台主持人，主持湖南娱乐频道节目《单身厨房》。2011年主持湖南卫视《挑战麦克风》。
2013年擔任《我是歌手1》黃貫中的經紀人。
2015年擔任《我是歌手3》譚維維的經紀人。
2016年擔任《我是歌手4》HAYA乐团的經紀人。
2017年擔任《歌手2017》譚晶的音樂合夥人。
2019年參演網路劇《外貌至上主義》飾演主角拓文帥。
2020年參加網路節目《演員請就位 (第二季)》。
2022年9月，张大大微博被禁言三个月，于是开始运作其他社交平台账号，如在小红书中做直播、开箱。2023年1月，张大大签约MCN机构无忧传媒，并开始多平台直播，直播内容是以“客服小张”身份连麦，为粉丝解答各种古怪问题和诉求。连麦直播使张大大翻红和口碑好转，但也引出博眼球、连麦剧本等质疑。

## 争议
因主持风格犀利毒舌、工作方式情绪化等原因，張大大饱受争议，舆论曾冠以“人人喊打”。虎扑论坛“最讨厌男明星排行榜”评选中，张大大连续多年垫底。
2015年《我是歌手3》节目中，张大大因谭维维踢馆成功，情绪失控泪流满面，此举引来批评并登上微博话题榜。
2017年，艺人刘大锁在《火星情报局》节目中讲述自己被圈内前辈霸凌一事，外界猜测指向张大大，张大大在另一档访谈中解释称自己的善意提醒被对方抹黑造谣。
2025年1月，被爆出霸凌工作室员工，引发舆论关注。所签约MCN公司无忧传媒宣布暂停合作并将调查此事。